# ظاهرة أوتهوف
ظاهرة أوتهوف (وتعرف أيضاً بمتلازمة أوتهوف أو علامة أوتهوف أو عَرَض أوتهوف) هو تفاقم لعرض في الجهاز العصبي عند المصابين بمرض التصلب المتعدد (التصلب اللويحي) وغيرها من الأمراض العصبية، حيث يُزيلُ المَيَالين عندما ترتفع حرارة الجسم من الحمى أو من ممارسة التمارين الرياضية أو من حرارة الجو أو من المكوث في الساونا وأحواض المياه الساخنة. والسبب المرجّح لذلك هو تأثير زيادة درجة الحرارة على سرعة التوصيل العصبي.
مع زيادة درجة حرارة الجسم، يتباطأ جهد الفعل أو يُثبّط في الأعصاب التالفة، لكن عندما تعود درجة حرارة الجسم إلى الوضع الطبيعي، تختفي العلامات والأعراض أو تتحسن.

## التاريخ
وُصفت هذه الظاهرة للمرة الأولى عام 1890 من قبل فيلهلم أوتهوف كتدهور مؤقت في الرؤية عند ممارسة المرضى بالتهاب العصب البصري للتمارين الرياضية. لاحقاً استبدلت الأبحاث الرابط بين العلامات العصبية مثل فقدان البصر وزيادة الحرارة وبين اعتقاد أوتهوف أن ممارسة الرياضية كانت المسبب المرضي لفقدان الرؤية، استبدلته باستنتاجات الباحثين التي تنص على أن الحرارة كانت مسبباً رئيسياً.

## الأهمية السريرية
يعاني العديد من المرضى بالتصلب المتعدد من زيادة الإعياء وأعراض أخرى مثل الألم وصعوبة في التركيز وإلحاح بولي عندما يتعرضون للحرارة نتيجة لذلك، يتجنّب هؤلاء المرضى التعرّض للساونا والحمامات الساخنة وغيرها من مصادر الحرارة، كما يتجنبون ارتداء الملابس المبرِّدة أو المبخرة التي تكون على شكل سترات واقية، أو لفّ الرقبة أو استخدام عصابات المعاصم أو القبعات. أثبتت الدراسات العصبية أن زيادة درجة حرارة الجسم حتى لو 0.5 درجة مئوية من شأنه أن يبطئ أو يعرقل من توصيل جهد الفعل في الأعصاب منزوعة الميالين. بوجود مستويات أعلى من إزالة الميالين يحتاج الجسم زيادة قليلة في الحرارة لتبطيئ توصيل السيال العصبي. قد تُسبب التمارين الرياضية والإنشطة الحياتية اليومية زيادة في حرارة الجسم لدى المصابين بالتصلب المتعدد خاصة إذا كانت كفاءة أجسامهم ضعيفة بسبب الرنح والضعف والتشنج مع ذلك، أُثبت أن ممارسة الرياضة يكون مفيداً في إدارة علامات التصلب المتعدد وأعراضه، ما يقلل من خطر الأمراض المصاحبة وتعزيز العافية الشاملة.